# Hintermauer

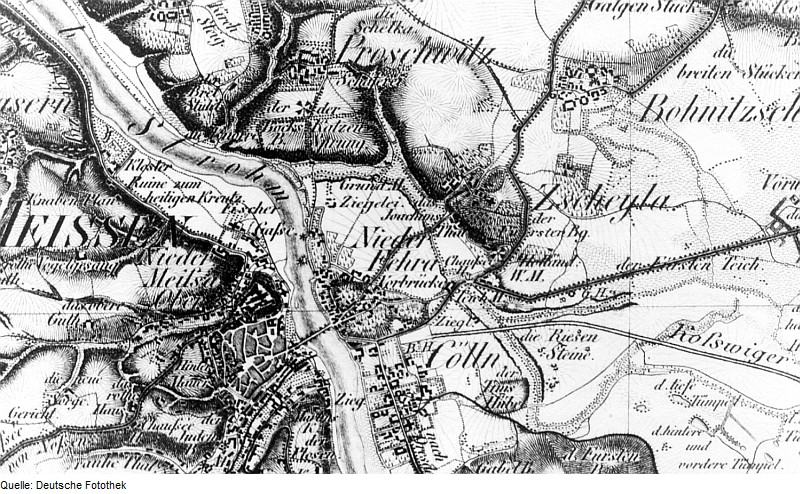
Hintermauer auf einer Karte aus dem 19. Jahrhundert

Hintermauer ist eine alte Vorstadt von Meißen. Sie liegt unmittelbar westlich der Altstadt. Im Bereich der Straße Hintermauer blieben Reste der alten Stadtbefestigung erhalten. Hintermauer liegt hinter dem Afraberg, auf dem sich unter anderem die Afrakirche und das Sächsische Landesgymnasium St. Afra befindet.

## Geschichte
Der Ortsname rührt von der Lage knapp außerhalb bzw. hinter der Stadtmauer her. Bereits 1752 wurde eine Ansiedlung „hinter der Mauer“ erwähnt, schon 1791 lag „Hinter Mauer hinter der Fürstenschule vorm Lommatzscher Thore“. Auch in den Jahren 1834 und 1875 wurde die Vorstadt Hintermauer genannt. Die Häuslerzeile erstreckte sich auf einer Blockflur, die im Jahre 1900 lediglich etwa sechs Hektar groß war. Der in die Meißner St.-Afra-Gemeinde eingepfarrte Ort wurde vom Erbamt Meißen verwaltet, 1856 unterstand er dem Gerichtsamt Meißen. Danach kam Hintermauer zur Amtshauptmannschaft Meißen, aus der der Landkreis Meißen hervorging. 
Trotz seiner flächenmäßig geringen Größe bildete der Ort auf Grundlage der Sächsischen Landgemeindeordnung von 1838 eine selbstständige Landgemeinde. Diese vereinigte sich 1921 mit den anderen nördlich und westlich Meißens gelegenen Vorstädten Fischergasse, Niedermeisa und Obermeisa zur Gemeinde Meisatal. Als deren Teil kam Hintermauer 1928 zu Meißen.
Der Maler Karl Christian Sparmann (1805–1864) stammt aus Hintermauer.

## Einwohnerentwicklung
| Jahr | Einwohner      |
| ---- | -------------- |
| 1667 | 12 Häusler     |
| 1764 | 20 Häusler     |
| 1834 | 313            |
| 1871 | 440            |
| 1890 | 476            |
| 1910 | 595            |
| 1925 | siehe Meisatal |